# Venčeslav II. Češki
Venčeslav II. Přemysl (češko Václav II., poljsko Wacław II Czeski) je bil češki kralj (1278–1305),  krakovski knez (1291–1305) in poljski kralj (1300–1305), * 27. september 1271,  Praga, † 21. junij 1305, Praga. 
Bil je edini sin češkega kralja Otokarja II. in njegove druge žene Kunigunde, hčerke gospoda  Slavonije Rostislava Mihajloviča, sina kijevskega velikega kneza in Ane Ogrske, hčerke ogrskega kralja  Béle IV.

## Mladost
Leta 1276 je kralj Rimljanov (Svetega rimskega cesarstva) Rudolf I. Habsburški preklel Otokarja in oblegal Dunaj, kar je Otokarja prisililo, da se je s sporazumom odpovedal vsem zahtevam do Avstrije in sosednjih vojvodin in zase obdržal samo Češko in Moravsko. Otokarjev sin Venčeslav je bil zaročen z Rudolfovo hčerko Judito Habsburško, kar je vzpostavilo  neprijeten mir. Otokar je umrl 26. avgusta 1278 v bitki na Moravskem polju malo pred Venčeslavovim sedmim rojstnim dnevom.
Do Venčeslavove polnoletnosti je v njegovem imenu vladal  brandemburški mejni grof Oton V., ki naj bi imel Venčeslava v ujetništvu na več lokacijah. Venčeslav se je na Češko vrnil leta 1283, star dvanajst let. Namesto njega je nekaj let vladal Záviš Falkenštejnski, drugi mož njegove matere. 
24. januarja 1285 se je Venčeslav poročil z Judito Habsburško, hčerko Rudolfa I., s katero je bil zaročen od leta 1276. Leta 1290 je dal Venceslav Záviša obglaviti zaradi domnevne izdaje in začel vladati samostojno.

## Poljski kralj
Leta 1291 je veliki poljski vojvoda Przemisl II. Venčeslavu prepustil suvereno vojvodino Krakov. Przemilsl je bil leta 1295 okronan za poljskega kralja. Po Przemilslovi smrti leta 1296 je Venčeslav postal vladar Poljske in se leta 1300 sam okronal za njenega kralja.

## Srebro v Kutni Hori
Leta 1298 so v Kuttenbergu (danes Kutná Hora) v Srednji Češki odkrili srebro. Venčeslav je prevzel nadzor nad rudnikom in  proizvodnjo srebra razglasil za kraljevi monopol. Kovati je začel praški groš, ki je postal najbolj priljubljen med zgodnjimi groši. Kutná Hora je bila ena najbogatejših evropskih rudnikov srebra. Med letoma 1300 in 1340 je rudnik proizvedel morda kar 20 ton srebra na leto.
Leta 1300 je izdal nov kraljevi rudarski zakonik Ius regale montanorum, pravni dokument, ki je določal vse upravne in tehnične pogoje, potrebne za delovanje rudnikov.

## Ogrska krona in smrt
Kraljica Judita je leta 1297 umrla. Venčeslav se je drugič poročil z Elizabeto Richezo, hčerko poljskega kralja Przemisla II. 
Leta 1301 je umrl Vaclavov sorodnik Andrej III. Ogrski in dinastija Árpád je po moški liniji izumrla. Venčeslav je bil eden od sorodnikov, ki so zahtevali ogrski prestol. Del ogrskega plemstva ga je sprejel za kralja, da bi vladal v imenu svojega  mladega sina Venčeslava III., zaročenega z Andrejevo edinko Elizabeto. Venčeslav III. je bil 27. avgusta 1301 v Székesfehérvárju okronan za ogrskega kralja.
Ogrsko kraljestvo je bilo takrat de facto razdeljeno na več kneževin in mladega Venčeslava so kot ogrskega  kralja sprejeli le vladarji v Gornji Ogrski (Matej III. Csák), v današnji Gradiščanski (Kőszegiji) in v okolici prestolnice Budim. Toda Abas in Matej Csák sta leta 1303 zamenjala stran in začela podpirati Venčeslavovega  tekmeca Karla Roberta Anžujskega. Mladi Venčeslav se je prestrašil in pisal očetu v Prago za pomoč. Oče je zbral veliko vojsko in vdrl v Budim in po treznem premisleku vzel sina in ogrsko krono in se leta 1304 vrnil na Češko. Za zastopnika Venčeslava III. na Ogrskem je imenoval Ivana Kőszegija.
Venčeslav II. je umrl 21. junija 1305 star 33 let, verjetno zaradi tuberkuloze. Nasledil ga je sin Venčeslav III., zadnji iz dinastije Přemyslidov.

## Ocena vladanja
Venčeslav II. velja za enega najpomembnejših čeških kraljev. Zgradil je velik imperij, ki se je raztezal od Baltskega morja do Donave in ustanovil številna mesta, kot je Plzen leta 1295. Svoji družini je priboril tri kraljeve krone (Češka, Ogrska  in Poljska). Kraljevina Češka je bila v njegovem času največja proizvajalka srebra v Evropi. Ustvaril je praški groš, ki je bil stoletja pomembna evropska valuta.
Med njegovo vladavino so se zelo razvila mesta. Načrtoval je ustanoviti prvo univerzo v srednji Evropi. Moč in bogastvo češkega kraljestva je povzročilo veliko spoštovanje, a tudi sovražnost evropskih kraljevih družin. Njegov sin, kralj Venčeslav III., ni mogel obdržati mogočnega imperija in kmalu po prezgodnji očetovi smrti je začel imperij razpadati.

## Družina
Leta 1285 se je v Egerju (Cheb) poročil z nemško kneginjo Judito Habsburško, hčerko nemškega kralja Rudolfa I. in njegove žene Gertrude Hohenberške. Zakonca sta imela deset otrok:
- Přemysla Otakarja (6. maj 1288 – 19. november 1288.
- Venčeslava III. (6. oktober 1289 – 4. avgust 1306), kralja Češke, Ogrske in Poljske
- Nežo (6. oktober 1289 – kmalu po  6. avgustu 1296), Venčeslavovo dvojčico, poročeno z Rupertom, njstarejšim še živim sinom  nemškega kralja Adolfa Nassauskega[4]
- Ano (10. oktober 1290 – 3. september 1313), poročeno leta 1306 s Henrikom Koroškim
- Elizabeto (20. januar 1292 – 28. september 1330), poročeno leta 1310 z Ivanom Luksemburškim
- Judito (3. marec 1293 – 3. avgust 1294)
- Ivana (26.  februar 1294 – 1. marec 1295)
- Ivana (21. februar  1295 – 6. december 1296)
- Margareto (21. februar 1296 – 8. april 1322), poročeno leta 1308 z vroclavskim vojvodom Boleslavom III. Velikodušnim
- Judito (rojena in umrla 21. maja 1297)

Judita Habsburška je kmalu po rojstvu desetega otroka umrla.
Venčeslav II. se je leta 1300 poročil s poljsko princeso Elizabeto Richezo,  hčerko poljskega kralja Przemisla II. Z njo je imel hčerko
- Nežo (25. junij 1305 – pred 4. januarjem 1337), poročeno z javorskim vojvodom Henrikom I.

Venčeslav II. je imel tudi veliko nezakonskih otrok, med njimi Jana Voleka 
(? – 27. september 1351), škofa Olomuca.

## Galerija
- Pečat Venčeslava II.
- Grb Venčeslava II. (Kraljevine Češke)
- Grb Venčeslava II. (mejne grofije Moravske)

## Vir
- Jones, Michael (1995). The New Cambridge Medieval History: Volume 6, C.1300-c.1415. Cambridge: Cambridge University Press. ISBN 978-0521362900.

| Venčeslav II. Češki PřemyslidiRojen: 27. september 1271 Umrl: 21. junij 1305 |                         |                           |
| Vladarski nazivi                                                             |                         |                           |
| Predhodnik: Otokar II.                                                       | Kralj Češke 1278–1305   | Naslednik: Venčeslav III. |
| Predhodnik: Przemisl II.                                                     | Kralj Poljske 1300–1305 | Naslednik: Venčeslav III. |